# Verificazionismo
Il verificazionismo, noto anche come principio di verifica o criterio di verificabilità del significato, è una dottrina filosofica che afferma che un'affermazione è significativa solo se è empiricamente verificabile (può essere confermata attraverso i sensi) o una tautologia (vera in virtù del suo stesso significato o della sua stessa forma logica). Il verificazionismo rifiuta le affermazioni di metafisica, teologia, etica ed estetica come prive di significato nel trasmettere valore di verità o contenuto fattuale, sebbene possano essere significative nell'influenzare emozioni o comportamento.
Il verificazionismo era una tesi centrale del positivismo logico, un movimento nella filosofia analitica emerso negli anni '20 da filosofi che cercavano di unificare filosofia e scienza sotto una comune teoria naturalistica della conoscenza. Il criterio di verificabilità ha subito varie revisioni nel corso degli anni '20 e '50. Tuttavia, negli anni '60, è stato ritenuto irrimediabilmente insostenibile. Il suo abbandono avrebbe finito per precipitare il crollo del più ampio movimento positivista logico.

## Storia

### Precursori
Pochi sono i filosofi che possono essere detti verificazionisti in senso stretto, ma molti sono i contributi che sono stati apportati da scienziati e filosofi di varie epoche.

#### Le technai dei Pluralisti
I primi filosofi che si pongono il problema della scoperta delle leggi della natura attraverso l'esperienza sono i cosiddetti pluralisti.
L'idea di fondo è che attraverso la tecnica si possano prevedere gli effetti che le leggi della natura hanno sui fenomeni e che quindi si potesse induttivamente risalire alla causa, ovvero alla legge stessa (questa non immediatamente osservabile).
Particolare importanza viene data dunque alla conoscenza osservabile e al bisogno di confermare le credenze scientifiche attraverso il saperle replicare.

#### Aristotele
Anche se è un pregiudizio della storia della filosofia considerare Aristotele un filosofo pre-empirista, il suo aver riconosciuto la presenza della sostanza delle cose (ovvero il come esse siano e le cause del loro essere) nelle cose stesse e non nell'iperuranio platonico, ha contribuito alla legittimità delle scienze empiriche, o comunque a far sì che queste basassero la loro plausibilità sulle osservazioni dirette.
Tradizionalmente oggi si definisce aristotelico un filosofo che fa precedere la conoscenza empirica rispetto a quella idealista di stampo platonico.

#### Il realismo moderato di Tommaso d'Aquino
Tommaso d'Aquino, coerente con il suo aristotelismo, riteneva che la conoscenza della realtà non potesse essere acquisita a prescindere dalla sensibilità, dato che gli universali, le idee divine nel suo caso, pur essendo di per sé ante-rem (anteriori all'oggetto da conoscere), sono conoscibili dall'uomo soltanto post-rem, cioè come rielaborazione dell'esperienza materiale. È questa posizione di Tommaso che lo colloca all'interno della tradizione del realismo moderato.

#### Il rasoio di Guglielmo d'Occam
Il mondo esterno, secondo Guglielmo di Occam, è percepito solo empiricamente, conosciuto quindi tramite l'intuizione immediata, mentre gli universali, ovvero i concetti, vengono conosciuti attraverso la rappresentazione che di essi fa la mente, e per questo non hanno nessuna esistenza reale ma solo logica. I concetti che da questa astrazione nascono saranno i predicati dei giudizi che avranno senso solo se immediatamente esperibili. La ragione umana dice Occam tende a moltiplicare questi concetti e a crearne altri che non hanno nessuna connessione con la realtà e come tali devono essere eliminati. Questo metodo dell'eliminazione dei concetti non verificabili empiricamente si chiama "Rasoio di Occam" ed è uno dei primi tentativi fondati di eliminazione della metafisica e per questo sarà uno dei cardini della filosofia empirica del XVII secolo inglese.

#### Metodo scientifico di Galilei
Con Galileo Galilei è stato introdotto il metodo sperimentale, metodo che basa la verità di una proposizione scientifica solo su osservazioni ed esperimenti.
Le osservazioni, secondo il metodo, fanno supporre ipotesi, ovvero le proposizioni-leggi, le quali però hanno senso solo se dimostrabili e sono vere solo se verificate attraverso gli esperimenti. Questi ultimi quindi devono essere misurati come effetti la cui legge è una causa. Il rapporto di causa-effetto non può essere osservato direttamente, ma solo postulato matematicamente.
Per Galileo, dunque, come per i verificazionisti moderni, la matematica è la grammatica delle proposizioni scientifiche, le quali devono però essere verificabili con l'esperienza.
Il metodo scientifico si compone di quattro fasi:
fase induttiva:
- osservazione di un fenomeno;
- ipotesi;

fase deduttiva:
- formulazione della teoria e dimostrazione matematica;
- verifica sperimentale.

Nessuna teoria ha senso se non può essere tradotta in ipotesi concernenti leggi della natura i cui effetti siano osservabili e nessuna teoria può dirsi verificata se non dimostra matematicamente gli effetti che a loro volta saranno previsti ed ancora osservati.
Il pensiero scientifico viene quindi sottoposto ad una costante critica ed anche se Galilei crede nell'oggettività assoluta delle leggi scientifiche, afferma anche che i fisici, in questo veri filosofi, sanno che la conoscenza definitiva e compiuta all'uomo non si può dare perché non basterebbe la sua vita per dar conto di tutte le esperienze possibili.

### Empirismo inglese
Secondo l'empirismo inglese (i cui maggiori esponenti possono essere considerati Locke, Berkeley e Hume) la sola fonte di conoscenza è l'esperienza.
Come Berkeley afferma, infatti, "gli oggetti dell'umana conoscenza sono o idee realmente impresse dai sensi o idee formate con l'aiuto della memoria e dell'immaginazione componendo o dividendo quelle percepite dai sensi". Non c'è quindi altro modo di formulare enunciati o giudizi a partire dai dati dell'esperienza e l'unico modo di verificarne il valore di verità è ancora utilizzando l'esperienza. I giudizi che si fondano dunque su dati che non possono essere verificati attraverso l'esperienza non sono dotati di senso e sono dunque da rifiutare come giudizi non scientifici.
Una posizione che valuta seriamente le conseguenze dell'empirismo è la versione di Hume, il quale, considerando che solo l'esperienza può fornire il valore di verità di una proposizione, rigetta tutte le proposizioni che hanno la pretesa di avere validità universale. Una legge diventa vera solo se verificata, ma una volta che sia stata verificata tramite l'esperienza, niente garantisce che quell'esperienza si verificherà ogni qualvolta si presenteranno condizioni simili che l'hanno resa possibile. La verifica di una proposizione empirica è sempre contingente, mai necessaria. Difficile per Hume, dunque, dare un fondamento definitivo alla stessa scienza nel senso tradizionale del termine, cioè come insieme di conoscenze che si vogliono certe e necessarie. Con Hume si critica la stessa legge di causa-effetto, affermando che dell'esperienza di un evento A al quale segue un evento B, posso verificare l'evento A e l'evento B, ma non la causa che ha reso possibile passare dal primo al secondo. Non posso cioè avere esperienza della stessa legge di causa effetto e per questo motivo è da rigettare come legge. Questa critica era già presente in Guglielmo d'Occam e sarà poi ripresa da Popper per criticare il verificazionismo stesso così come l'uso dell'inferenza induttiva nella scienza.
Hume in particolare, in nome del verificazionismo empirico (che lui stesso a dire il vero non avrà il coraggio di portare fino alle estreme conseguenze per non cadere in uno scetticismo anti-scientista) critica l'idea di sostanza e l'incapacità della mente di andare oltre le impressioni che in essa si depositano attraverso la sensazione. Ammettere però l'incapacità di conoscere la sostanza significa ammettere di non poter conoscere la nuda realtà delle cose e le sue leggi. Questo problema andava superato analizzando meglio il concetto di sensazione ed esperienza, come faranno i verificazionisti successivi.
L'empirismo, come molte correnti epistemologiche del successivo illuminismo francese, ha tra i suoi obiettivi lo smantellamento degli artificiosi edifici della metafisica, costruiti su discorsi il cui senso era percepito esclusivamente per la loro coerenza interna ma che, analizzati nei loro componenti, ovvero i termini di cui sono composti, risultano, essendo al di fuori dell'esperienza sensibile, privi di significato. A tal proposito si esprime Étienne de Condillac: Essi (i metafisici) sono orientati in anticipo verso una certa idea e cominciano col prendere tutte le parole che sembrano aver con essa qualche rapporto. Chi vuole svolgere lavoro metafisico si impadronisce di queste: essere, sostanza, essenza, natura, attributo, proprietà, modo, causa, effetto, libertà, eternità, etc.. Col pretesto che si è liberi di associare ai termini le idee che si vuole, li definisce a capriccio, prendendo la sola precauzione di scegliere definizioni più confacenti al proprio sistema. Definizioni che sono in relazione tra loro e che permettono di andare per conseguenze senza fine.

### Positivismo
Il positivismo, a differenza dello scetticismo di Hume, crede fortemente nella possibilità di dare fondamento alla scienza purché (in questo d'accordo con Hume) rinunci alla ricerca delle cause in quanto sono queste ad essere inaccessibili all'esperienza.
Le scienze, afferma il positivista Comte, devono ricercare le leggi invariabili della natura e come tali essere verificabili a prescindere da ogni esperienza contingente che le mostri ai sensi, ovvero devono verificarsi ogni volta che la legge lo prevede.
Sono da rigettarsi le asserzioni circa l'Assoluto e in generale metafisiche, almeno come proposizioni alle quali sia possibile applicare il metodo verificazionista positivo, anche se questo non ne esclude l'esistenza: tentare di negare una proposizione metafisica ha lo stesso significato del tentare di dimostrarla. Le proposizioni metafisiche vanno dunque tralasciate, non confutate.
Comte rifiuta il cosiddetto empirismo assoluto, il quale afferma che ogni proposizione che non sia accertata dai fatti sia da rigettare come insensata e quindi non passibile di essere assunta come proposizione scientifica. Precorrendo infatti una buona parte dell'epistemologia novecentesca, si rende conto che se è vero che nessuna teoria può essere considerata valida senza la conferma e la verificazione di fatti che essa deve poter prevedere, è anche vero che nessun fatto può essere previsto senza la guida di una qualche teoria. Anche se i fatti esistono a prescindere da chi li esperisce, nessun fatto può essere esperito come verificazione di una teoria se prima non si dà questa, nella mente del verificatore, e gli effetti che dalle sue leggi riesce a prevedere a partire da qualche causa.
Considerazione a parte merita la matematica, non scienza, per Comte, ma linguaggio e quindi base di ogni scienza positiva. La matematica come la logica, come diranno più tardi gli empiristi logici, ha lo scopo di mostrare le connessioni tra proposizioni al fine di conservare il valore di verità di queste, non di produrre nuovi valori. Le proposizioni della matematica sono verità a-priori, quindi, come tali, non possono essere verificate e per questo non dicono nulla del mondo, ma ci dicono come del mondo bisogna parlare dopo averne fatto esperienza.

### Empiriocriticismo
Una filosofia che pretende di valere come scienza, afferma Avenarius, fondatore dell'empiriocriticismo, deve basarsi esclusivamente sull'esperienza sensibile con l'esclusione di qualsiasi riferimento alla metafisica. Nel far questo si sostiene la necessità di un ritorno all’esperienza pura, vale a dire all'esperienza libera da ogni fattore metafisico o idealista. L'esperienza, afferma Avenarius, ha la caratteristica di essere unità indifferenziata di pensiero e realtà, di soggetto ed oggetto. La distinzione tra pensiero e realtà, tra soggetto e oggetto, è la conseguenza del modo in cui si possono classificare e considerare le sensazioni elementari. Così, dall'unità indifferenziata dell'esperienza, a causa di un processo di "introiezione" (interiorizzazione), nascono le distinzioni dalle quali si originano problemi fittizi e insolubili, come, ad esempio, il dualismo tra corpo e anima. La critica all'esperienza pura sarà quindi l'eliminazione dei falsi problemi generati da questi concetti non verificabili.
Integra il pensiero di Avenarius, Ernst Mach, fisico empirista, il quale basa il suo verificazionismo su una "dottrina degli elementi" che può essere ricondotta a Hume. Secondo questa dottrina gli elementi da analizzare sono quelli che dipendono sia da fattori esterni che interni, e "quando sono implicati i fattori interni gli elementi possiamo chiamarli sensazioni". Le sensazioni, che così definite risultano essere l'esperienza pura di Avenarius, non sono soltanto il punto di inizio della ma anche di arrivo scienza perché, d'accordo sia con Hume che con Comte, l'esperienza è origine ma anche limite e controllo della sensatezza dei giudizi e quindi della conoscenza. "Per il ricercatore non c'è altro da trovare che la dipendenza dei fenomeni l'uno dall'altro" e questa dipendenza non si può che verificare ancora nell'esperienza. Questo principio deve essere applicato, afferma Mach, finché ogni causa misteriosa non sia eliminata, dove per "misteriosa" si intende qualsiasi causa che non è essa stessa verificabile attraverso sensazioni, ma prodotta da qualche interpretazione trascendente.
Scopo della scienza è dunque scoprire le relazioni tra i fenomeni e alla fine, sostiene Mach, tutte le leggi saranno rimpiazzate da "funzioni" che connettono sensazioni l'una con l'altra.
Si può anche affermare che per Mach una teoria scientifica è semplicemente una classificazione di fenomeni, pensiero che influenzò fortemente il circolo di Vienna e la corrente filosofica del neopositivismo logico.

### Olismo
La spiegazione scientifica, afferma Duhem, presupporrebbe lo spogliare la realtà delle apparenze al fine di osservare la nuda realtà stessa. Poiché non è possibile vedere le cause di queste apparenze (cioè sapere perché le cose sono come sono, ma appunto solo vedere queste apparenze come effetti), la spiegazione scientifica non è possibile, o per meglio dire: la scienza non è una spiegazione ma "un sistema di proposizioni matematiche" che devono dar conto degli effetti che leggi della natura producono nel mondo fisico e del modo in cui ce le rappresentiamo giudicandole.
Le conseguenze principali della teoria di Duhem sono due:
- La scienza dunque dovrà limitarsi ai fenomeni e per questo separarsi nettamente dalle teorie metafisiche e religiose;
- Ogni teoria scientifica è una conoscenza parziale della natura e come tale non sarà verificata o falsificata mai totalmente da un singolo fenomeno. Quindi un fenomeno che verifica una teoria, verifica solo una sua conseguenza apparente, e un fenomeno che invece la falsifica non falsifica che quella particolare interpretazione della realtà che meriterà soltanto di essere rivista e corretta.

Questo approccio di Duhem, che prende il nome di Olismo, ha delle conseguenze notevoli sul verificazionismo perché rende meno marcata la differenza tra ciò che è falso e può essere rigettato e ciò che è vero e può essere confermato. Per stabilire il senso di una proposizione si cerca di dare un significato a tutti i termini che la compongono, quindi il verificazionismo tende all'analisi e all'atomismo. L'olismo è la negazione dell'atomismo ma allo stesso tempo Duhem aderisce al verificazionismo nella misura in cui afferma che la scienza deve occuparsi esclusivamente dei fenomeni.

### Filosofia analitica

#### Bertrand Russell
Bertrand Russell è considerato particolarmente importante per il programma del verificazionismo del positivismo logico per la sua teoria atomistica delle relazioni tra linguaggio e mondo. Il neopositivista Ayer inserisce Russell tra i protagonisti dell'Empirismo Inglese.
Russell insegna che tra i compiti del filosofo c'è appunto quello di mostrare come si giustifichino le nostre credenze, quando cioè esse siano dotate di senso, e la sua risposta inizia con quegli elementi che sono considerati indubitabili da chiunque possa dirsi verificazionista: i dati dell'esperienza.
Russell ritiene, come Berkeley e Hume, che ci sia certezza epistemologica solo se suffragata da esperienza sensibile e che quando vi siano sospetti sul significato che può avere un enunciato o una espressione complessa vuol dire che al suo interno si è inserita qualche inferenza che deve essere analizzata..
Il metodo di analisi di Russell vuole essere un metodo rigoroso per determinare se le ipotesi siano o meno dotate di senso, in modo anche da superare l'"empirismo assoluto". Il suo metodo afferma che se un oggetto, A, è qualcosa di cui non abbiamo conoscenza diretta, cioè esperienza sensibile, non è detto che A non abbia significato. Per dire che A abbia un significato infatti si potrebbe mostrare come per affermare A sia possibile una costruzione logica che permetta di dedurlo da un altro oggetto, ad esempio B, di cui invece abbiamo una conoscenza empirica. Quando questa costruzione è possibile si può affermare che A e B hanno lo stesso contenuto fattuale, quindi significato, e che la conoscenza di A è certa quanto quella di B, così come le proposizione che di esse affermano o negano qualcosa. Tutta la nostra conoscenza, realizza Russell, dovrebbe constare di tali costruzioni.
Quando ci si trova di fronte ad un enunciato il cui significato è oscuro o comunque non immediatamente verificabile, sarà sufficiente scomporre l'enunciato (analizzarlo) in proposizioni più semplici (atomiche) il cui significato sarà esperibile. Si mostra così come la credenza complessa abbia lo stesso contenuto fattuale di una serie di credenze semplici e verificabili in modo diretto.
Come per Comte, al fine di avere uno strumento in grado di dire se un enunciato è dotato di senso o meno accorre in aiuto la logica, la quale ha lo scopo di fornire una serie di simboli per manipolare i valori di verità delle singole proposizioni empiricamente verificabili. Una proposizione per quanto complessa e per questo difficilmente esperibile chiaramente nel suo significato immediato, può dunque essere sempre scomposta (analisi) in proposizioni più semplici il cui valore di verità può essere verificato e poi ricomposta attraverso i simboli logici (sintesi).
Riassumendo, il metodo analitico di Russell permette di dare un senso alle credenze che non sono direttamente verificabili con l'esperienza ma che sono composte da quelli che lui stesso chiama "dati di senso", ovvero i dati dell'esperienza.

#### Ludwig Wittgenstein
Wittgenstein, nonostante abbia preso le distanze dal Circolo di Vienna, è indubitabilmente il suo principale ispiratore e sono proprio le sue teorie ad averlo maggiormente influenzato anche in merito all'accettazione più o meno radicale del verificazionismo e dei suoi principi.
Quasi tutto il manifesto del Neopositivismo Logico può essere dedotto dalle tesi presentate da Wittgenstein nella sua opera, il Tractatus Logico-Philosophicus, che come noto era oggetto frequente di discussioni all'interno del circolo:
1. Comprendere una proposizione vuol dire saper cosa accada se essa è vera (Tractatus, 4.0241).
2. La maggior parte delle proposizioni filosofiche non sono false, ma prive di senso (Tractatus, 4.007).
3. Il più delle proposizioni e questioni che sono state scritte su cose filosofiche non è falso, ma insensato. Perciò a questioni di questa specie non possiamo rispondere, ma possiamo solo stabilire la loro insensatezza. Il più delle questioni e proposizioni dei filosofi si fonda sul fatto che noi non comprendiamo la nostra logica del linguaggio (Tractatus, 4.003).
Nel Tractatus Wittgenstein propone una teoria della verità diretta conseguenza dell'atomismo logico di Russell. Secondo questa teoria il senso di una proposizione è nel suo rapporto con il mondo. La realtà è un insieme di fatti e la proposizione è un'immagine della realtà (Tractatus, 4.021).
L'idea di Wittgenstein, ripresa dal verificazionismo del Circolo di Vienna, è che la verità degli enunciati si basa sulla loro struttura. Ogni proposizione è una funzione di verità e se conosciamo la verità degli enunciati atomici che la compongono, e lo possiamo fare se da essi si può esperire una immagine del mondo che descrive, possiamo costruire il valore di verità della proposizione più complessa. Quest'idea permette subito di eliminare le proposizioni che non derivano per costruzione da asserti semplici che siano immagine della realtà, e queste sono proprio gli enunciati della metafisica: "Ogni volta che qualcuno voglia dire qualcosa di metafisico, mostrargli che a certi segni nelle sue proposizioni egli non ha dato significato alcuno" (Tractatus 6.53).
La maggior parte delle affermazioni che si sono prodotte nella storia della filosofia, continua Wittgenstein, sono prive di significato, cioè parlano di concetti di cui non possono essere formati giudizi descriventi immagini del mondo, o fatti. La storia della filosofia è scritta dunque in un linguaggio che non si lascia verificare e da qui gli errori e le incomprensioni.
Il ruolo del filosofo dovrà dunque essere quello di operare una vera e propria critica del linguaggio, del suo uso nel formulare giudizi e nei suoi termini che di quelli fanno parte, in definitiva lo scopo della filosofia è il rischiaramento logico dei pensieri (Tractatus 4.112).

## Descrizione
Alla base del verificazionismo c'è l'idea che una credenza o un enunciato che non abbia possibilità di essere messo in connessione con l'esperienza sia illegittima e senza senso. Senza senso non significa falsa, quanto che il suo valore di verità non può essere deciso e quindi un enunciato del genere non può avere la pretesa di essere conoscitivo o di fondamento a una teoria scientifica.
Si definisce infatti enunciato una qualsiasi dichiarazione a cui possa essere attribuito un valore di verità (nella logica classica, vero o falso). Un enunciato per il quale non sia possibile attribuire questo valore è dunque un enunciato privo di verificabilità e quindi, per questo tipo di epistemologia, non dotato di alcun senso, e infine da eliminare come semplice opinione o proposizione metafisica.
Il verificazionismo è di solito associato al neopositivismo logico del Circolo di Vienna, in particolare ad uno dei suoi maggiori esponenti, Moritz Schlick, le cui tesi di fondo possono essere così sintetizzate:
- Le proposizioni dotate di senso sono quelle che possono essere verificate empiricamente.
- La scienza attraverso il metodo scientifico è l'attività conoscitiva per eccellenza, dato che basa la verità delle sue proposizioni su questo criterio verificazionista.
- Le proposizioni della metafisica sono prive di senso poiché si basano su concetti illusori e non verificabili. Le proposizioni della metafisica, afferma Carnap[20], esprimono al più dei sentimenti o dei bisogni.
- Le proposizioni valide sono, come già aveva affermato l'empirista inglese Hume, quelle analitiche, che esprimono relazioni fra idee (come le proposizioni matematiche), e le proposizioni che esprimono fatti (come le proposizioni della fisica). La matematica, come la logica, non esprime nulla del mondo, non deve essere verificabile empiricamente, ma deve servire a concatenare proposizioni tra loro quelle verificabili e dotate di senso per dar loro il carattere di generalità che alle proposizioni contingenti manca.
- Scopo della filosofia è eseguire una critica della conoscenza al fine di eliminare tutte le proposizioni insensate che hanno la pretesa di essere conoscitive. Il filosofo deve essere in grado di eseguire del linguaggio sia una analisi semantica (rapporto realtà-linguaggio) sia una analisi sintattica (rapporto dei segni per come sono tra loro concatenati).

Il verificazionismo ha come base strutturale quello di trovare una connessione tra enunciati ed esperienza, cioè sensazioni che a quelle diano un significato. Questa connessione si chiama appunto verificazione.
L'atteggiamento epistemologico che dà origine al verificazionismo, già prima di approdare al neopositivismo viennese, può essere ritrovato in seno alla storia della filosofia e della scienza già a partire dalla filosofia greca, fino a Tommaso d'Aquino passando da Guglielmo d'Occam, e l'empirismo inglese, il positivismo e l'empiriocriticismo di Avenarius e Mach. 

### Il neopositivismo logico
Il Circolo di Vienna, circolo di filosofi e scienziati, organizzato da Moritz Schlick fin dal 1922, è il luogo, anche fisico, dove le tesi riguardanti il verificazionismo hanno preso la forma più completa, tanto che spesso verificazionismo e neopositivismo logico del Circolo di Vienna sono considerati sinonimi.
Nonostante questo, nel Circolo di Vienna le opinioni riguardanti quale sia quel principio di verificazione che possa di fatto garantire il senso e la validità di una proposizione, non erano unanimi.
In generale i positivisti logici continuano, e in parte tentano di portare a conclusione, una tradizione iniziata da Hume e continuata nel positivismo ottocentesco: credere che il progresso dell'uomo sia reso possibile dalla riduzione della scienza al linguaggio osservativo, esperibile in sensazioni, quindi dotato di senso.
Compito del Circolo, tra gli altri e non meno importante, è dunque ripulire la scienza dai dogmi, dalla metafisica, dalle credenze e dalle intuizioni non verificabili e in generale dalle proposizioni senza senso che la affollavano.
"Le tradizionali dispute dei filosofi", afferma Ayer, "sono tanto infondate quanto sterili. Il modo più sicuro di risolverle consiste nello stabilire quale dovrebbe essere lo scopo ed il metodo di una ricerca filosofica"..
Il lavoro di chiarificazione del linguaggio, in particolare il linguaggio della scienza, consta di due aspetti: uno sintattico e uno semantico.
Il primo aspetto, riprendendo l'atomismo di Russell e Wittgenstein, è lo studio di come le proposizioni si legano tra loro allo scopo di conservare il valore di verità delle proposizioni semplici che le compongono.
Il secondo aspetto compete lo studio del rapporto tra linguaggio e mondo. Se anche per il primo aspetto ogni parola può essere chiarita dal significato di un'altra parola (rispettando le regole sintattiche della logica) è anche vero che si deve evitare un circolo vizioso per cui le parole si definiscono a vicenda senza avere nessuna connessione con il mondo. Termini e giudizi devono rappresentare qualcosa. Se risulta impossibile ricondurre un enunciato a qualcosa di sensibile, direttamente o analizzando i suoi componenti, allora quell'enunciato è privo di senso. Il metafisico, secondo Neurath, evita proprio di trovare connessioni dei suoi termini con il mondo e si limita a definirli in modo coerente all'interno di un sistema che però non esiste se non nell'immaginazione.

#### Principio di verificabilità debole
Il fondatore del Circolo, Moritz Schlick, riprendendo le tesi del Tractatus di Wittgenstein, riteneva che il significato di una proposizione è esattamente il metodo della sua verificazione. Dare senso ad un enunciato è dunque trasformarlo nelle definizioni dei termini che lo compongono, fino a trovarsi parole non ulteriormente definibili, il cui significato, infine, può essere solo mostrato. 
Questo è il contenuto di quello che chiamava principio di verificazione. Questo principio, almeno nella sua forma debole, non significa che la verifica deve essere effettuata, dice solo che deve poter essere effettuata, anche solo in linea di principio. La descrizione di un metodo di verifica darà al giudizio espresso un senso, l'effettiva verifica darà oltre al senso anche un valore di verità.
Per esempio l'enunciato "Nell'universo esistono altri pianeti con forme di vita intelligenti" è dotato di senso perché in teoria verificabile ed è facile mostrare un metodo per la sua verificazione (è sufficiente andare su tutti i pianeti dell'universo per verificarlo o falsificarlo), ma di fatto non è possibile, al momento, effettuare empiricamente questa verifica (quindi non è possibile dire se sia vero o falso). Schlick propone quindi una distinzione tra verificabilità di principio e verificabilità di fatto, e una proposizione può essere dotata di significato anche se non verificabile di fatto.
Schlick ritiene che tutti gli errori della metafisica derivino dal pensare che una proposizione possieda un significato indipendentemente dai possibili modi della sua verificazione. Questo, aggiunge, fa cadere
"in una confusione senza speranza perché si è creduto di conoscere il significato di una frase e tuttavia ci si è dichiarati incapaci, in linea di principio, di definire le circostanze nelle quali essa sarebbe stata vera. Finché mi è logicamente impossibile indicare un metodo per accertare la verità o la falsità di una proposizione, debbo confessare di non conoscere effettivamente che cosa asserisca la proposizione.".

#### Principio di verificabilità forte
Alcuni positivisti notano però che il principio di verificabilità rende significanti alcuni giudizi metafisici, come ad esempio "L'anima è immortale". Esiste infatti un metodo di verificazione ed è semplicemente aspettare un po' e morire.
Per evitare che anche enunciati di questo tipo possano essere dotati di senso, viene elaborata una versione più forte del principio di verificabilità. Questa afferma che un giudizio è dotato di significato solo quanto può essere mostrato definitivamente vero o falso; deve cioè darsi una esperienza che possa mostrarne questo valore di verità. Questa versione è detta forte perché di fatto esclude che possa darsi una qualsiasi conoscenza che non sia empirica e logica e quindi esclude che possa darsi un senso a qualsiasi espressione che non sia frutto di conoscenza empirica o deduzione logica derivante da proposizioni empiriche.
Questa versione del verificazionismo incontrerà numerose critiche anche da alcuni positivisti meno radicali, come Neurath e Carnap, per il semplice fatto che, se per dare senso a una proposizione è necessaria la sua verifica, anche il principio di verificabilità stesso deve essere verificato, e questo non è possibile.

## Critica

### Controversie nel Neopositivismo
Il principio di verificazione forte, secondo altri neopositivisti, ad esempio Neurath, non sembra soddisfare completamente il verificazionismo ed in particolare quel senso comune della verità che il neopositivismo teneva in grande considerazione.
Innanzitutto perseguendo questa versione del principio ogni discorso non scientifico deve essere rifiutato come discorso privo di senso (quindi anche qualsiasi discorso morale, per esempio). Inoltre numerosissime proposizioni di uso comune, il cui significato ci appare ben chiaro per i termini che ne usiamo, risultano inverificabili come asserti che esprimono il passato o il futuro, ad esempio Churchill starnutì 47 volte nel 1949 oppure "Domani piove". 
Queste proposizioni possono, in linea di principio, essere verificate, quindi può essere fornito un metodo per la verificazione e per il principio di verificabilità versione debole sono dotate di significato, ma per la versione forte no, sono solo dei nonsensi.
Ma il problema logico più evidente, il paradosso, è che il principio di verificazione sembra trasgredire la stessa regola che impone: risulta privo di verificazione in quanto non è né una proposizione analitica (la cui verità è deducibile da sé stessa, come una proposizione del tipo "il triangolo ha tre lati"), né sintetica, cioè deducibile dall'esperienza. Paradossalmente anche lo stesso principio di verificazione, almeno nella sua versione forte, in quanto non esso stesso verificabile, appare essere un principio metafisico. Per dirla con Popper il principio di verificazione finisce per apparire come un dogma non empirico dell'empirismo, come un credo metafisico fatto proprio da filosofi antimetafisici.
Inoltre il principio di verificazione, aggiunge un altro positivista logico, Carnap, sembra incapace di tenere conto del carattere di necessità che debbano avere le leggi della scienza per almeno due motivi:
1. Gli asserti protocollari, ovvero le proposizioni di osservazione empirica, non sono incontrovertibili;
2. Una serie numerosa di osservazioni non garantisce la necessità di una proposizione.

### Esperienza e verità
Il primo punto ricorda che in ogni osservazione il valore di verità dipende anche dallo stato del soggetto osservante e dunque dalla sua disposizione psichica. Quando affermiamo che solo l'esperienza garantisce la sensatezza di una proposizione ci dobbiamo chiedere: quali esperienze permettono la verifica empirica? Avenarius ha già spiegato che è difficile, anzi un errore, separare il soggetto dalla sua esperienza. Se si accetta la tesi del fenomenismo, facevano sia Carnap che Schlick, che la descrizione di un oggetto dipende dalla sua ricezione individuale, allora nessun valore di verità di una asserzione può essere garantita (sappiamo quanto spesso i sensi ingannino). Come alcuni affermano potremmo degli stessi oggetti non avere le stesse sensazioni, per esempio vederli con lo stesso colore, ma nonostante questo potremmo comunque concordare, cioè trovare coerenti, lo stesso le diverse sensazioni credendo che siano identiche.
Se guardo il sole e affermo che "Il sole è giallo", e lo indico, non posso sincerarmi che il mio interlocutore lo veda giallo come me, magari lo vede di un colore che io chiamerei blu, ma concorda lo stesso nel chiamarlo giallo, perché per lui quello è il nome del colore che al sole ha dato..
A causa di questo problema alcuni positivisti come Neurath abbracciano le tesi del convenzionalismo e la verità diventa una questione di conformità a ciò che la scienza ha già confermato e accettato. Questo metodo garantisce l'intersoggetività, ritenuta da Neurath indispensabile perché un asserto possa dirsi scientifico, e che invece il fenomenismo, con i suoi asserti protocollati privati, non garantisce arrivando addirittura al paradosso: ricercando l'obiettivo dell'oggettività si rischia di cadere nel vicolo cieco del solipsismo.
D'altra parte sostenere che la verità di una proposizione dipenda dalla sua coerenza con credenze già accettate fa dire ad Ayer che non è più possibile distinguere una verità da una fiaba coerente, quale può essere qualsiasi sistema metafisico.
Anche Schlick era fortemente contrario a questa deriva e la sua formulazione della forma forte del principio di verificabilità voleva essere anche una risposta al convenzionalismo che imperava nella filosofia della scienza del '900 (soprattutto dopo la scoperta delle geometrie non euclidee). Di fronte al convenzionalismo che riteneva che la verità fosse solo un problema di coerenza tra proposizioni, Schlick si richiama all'empirismo come unico criterio di verificazione. Questo per evitare quel circolo vizioso citato sopra, e cioè che il senso di una proposizione derivi solo dalla coerenza interna delle definizioni date ai termini che la compongono. Il convenzionalismo può andare bene per scienze analitiche come la matematica e la geometria, scienze che non hanno lo scopo di dire di dare una rappresentazione del mondo come è, ma solo un modello di rappresentazione. Per dire come il mondo invece sia è necessario rompere il circolo e dare, di una proposizione, o legge fisica, una verifica (o un metodo di verifica) basata sull'esperienza. Russell riporta questo concetto con una celebre citazione: "I convenzionalisti dicono che in principio era il verbo, Schlick risponde che in principio era ciò che il verbo significa".
La risposta dei positivisti convenzionalisti, quali Neurath e successivamente Quine, ricorda l'olismo elaborato da Duhem qualche decennio prima e porta il nome di Tesi di Duhem-Quine: quando un asserto dovrebbe essere rifiutato perché scorretto nei confronti del sistema di norme già accettate, si può o rifiutare completamente l'asserto o modificare il sistema al fine di permettere di comprendere il nuovo asserto. Questo metodo è spesso usato nella ricerca scientifica la quale, nel tentativo di verificare una certa teoria scientifica, quando si trovi davanti verifiche che evidenzino delle eccezioni o dei casi particolari non previsti, non sempre rigetta la teoria ma tenta di produrre una modifica globale al sistema al fine di rendere comprensibile il nuovo caso.

### Induzione
Il secondo punto riguarda il problema dell'induzione che sarà ampiamente criticato da Popper, il più importante critico del principio della verificabilità.
Popper afferma infatti che miliardi di conferme non rendono certa una teoria e che quindi pretendere di fondare la scienza sul verificazionismo significa, di fatto, minare la stessa scienza alle sue fondamenta. Questa tesi può essere ricondotta anche allo scetticismo anti-scientista di Hume.
Riassumendo, secondo i critici del principio di verificabilità, questo atteggiamento rischia di mettere in crisi l'esistenza stessa della scienza in quanto "soltanto in piccola parte il linguaggio della scienza è costituito da proposizioni empiriche in senso stretto, mentre la maggior parte degli enunciati sono leggi o principi, cioè proposizioni generali il cui riscontro empirico è di fatto impossibile..
Carnap per salvare il verificazionismo decide di rinunciare al principio di verificabilità e propone i criteri di controllabilità e confermabilità (dando così origine a quello che molti storici della filosofia chiamano "liberalizzazione" del Neoempirismo.
Il primo controlla che ci sia un metodo per una eventuale conferma dell'enunciato esposto. Il secondo controlla sotto quali condizioni, in principio, ci può essere la conferma. Un enunciato è confermabile se alcune (in numero necessariamente finito) osservazioni contribuiscono a confermarlo (o a smentirlo). A tal proposito: Non possiamo verificare una legge, ma possiamo controllarla controllandone i singoli casi. Anziché di verificazione, qui possiamo parlare di conferma graduale di ogni singola legge.

### L'alternativa di Popper
La critica forse più famosa al principio di verificabilità la fornisce lo stesso Popper.
Popper, pur essendone il principale critico o l’oppositore ufficiale come afferma Neurath, non abbandona mai le convinzioni del manifesto positivista e l'idea che la scienza abbia una struttura razionale e deduttiva, anche se descrivibile in modi diversi da quelli ipotizzati da Schlick.
In particolare il principio di verificazione, versione forte e debole, viene abolito e sostituito con il principio di falsificabilità. Tale principio è di fatto un'ammissione dell'impossibilità della scienza di giungere ad enunciati che abbiano la pretesa di essere verificati per come sono, ed anche una condanna al principio di induzione quando ha la pretesa di fornire un criterio per la formulazione di leggi necessarie.
Afferma Popper che se non bastano miliardi di verifiche per determinare se una certa teoria è certa, è sufficiente una falsificazione per dimostrare che non è vera.
Il criterio di controllabilità di Carnap diventa la possibilità di un enunciato di essere sottoposto a falsificazione e la struttura della scienza, come già affermato da Hume, è che essa non conferma le ipotesi, al massimo le falsifica. Gli esperimenti stessi a cui sono sottoposte le leggi della scienza sono utili se cercano di falsificare le leggi stesse da loro previste, non se cercano di verificarle.
Il passaggio dal principio di verificabilità a quello di falsificabilità è anche un'apertura, da parte di Popper, alla metafisica, che per lui è parte integrante della ricerca scientifica. Il principio di falsificazione, afferma Popper, non è un criterio di significanza, cioè utile a determinare quando un enunciato sia dotato di significato, come il criterio di verificazione, ma è un criterio di demarcazione, utile cioè a separare gli asserti empirici da quelli metafisici. Gli asserti metafisici differiscono da quelli empirici perché non possono essere falsificati, quindi non possono essere oggetti di scienza, ma non per questo non sono dotati di significato. Di un asserto metafisico possiamo sapere benissimo cosa significa e se della scienza non essere oggetto esso può essere almeno guida o ispirazione.
Molte teorie del passato, anche metafisiche, hanno infatti ispirato e poi dato il via a ricerche empiriche entrate di diritto nella scienza..

### Postpositivismo
Le critiche che seppellirono il verificazionismo hanno aperto la strada alla cosiddetta epistemologia post-positivista, i cui maggiori esponenti sono Kuhn, Lakatos e Feyerabend.
In misura diversa tutti e tre sostengono non sia possibile verificare un fatto perché i fatti nudi neppure esistono, ma possono essere rappresentati soltanto all'interno di una teoria che già si vuole scientifica. Non c'è distinzione dunque tra termini di osservazione e termini teorici e neppure gli stessi concetti considerati di base della scienza posseggono lo stesso significato se pensati in seno a due teorie diverse (si pensi ad esempio al concetto di massa per Newton e per Einstein).
Secondo il postpositivismo inoltre la stessa scienza non è empirica in quanto nemmeno i suoi dati sono verificabili empiricamente e non esiste nessun criterio di significanza, cioè non è possibile separare un enunciato scientifico da uno che riguarda altre attività umane. A sua volta il postpositivismo è stato accusato di condurre al relativismo e a una visione contraddittoria della scienza (es: cfr. Donald Davidson).

### Autori
- Rudolf Carnap
- David Hume
- Paul Feyerabend
- Otto Neurath
- Karl Popper
- Bertrand Russell
- Moritz Schlick

### Correnti
- Circolo di Vienna
- Empirismo
- Empiriocriticismo
- Fenomenismo
- Positivismo
- Principio di verificazione
- Neopositivismo logico
- Scientismo

### Termini chiave
- Epistemologia
- Esperienza
- Sensazione
- Scienza
- Teoria
- Verità